# Werner Hering
Werner Hering (* 20. März 1930 in Königstein; † 17. Oktober 2012 in Dresden) war ein Politiker der SED, der zwischen 1959 und 1981 Leiter der Abteilung Gesundheitspolitik des ZK der SED war.

## Leben
Hering, Sohn eines Arbeiters, war nach dem Besuch der Volksschule zunächst 1945 Streckenarbeiter und Telegrafist in Pirna und trat 1946 der SED als Mitglied bei. Nach dem Abitur an einer Oberschule war er kurzzeitig Neulehrer in Leipzig, ehe er zwischen 1948 und 1952 ein Studium der Rechtswissenschaften an der Universität Leipzig absolvierte. Nach einer darauf folgenden wissenschaftlichen Aspirantur wurde er im März 1953 Mitarbeiter im ZK der SED und 1955 erst Sektorenleiter sowie 1956 stellvertretender Leiter der Abteilung Wissenschaft.
1959 wurde Hering Nachfolger von Fritz Schellhorn als Leiter der Abteilung Gesundheitspolitik des ZK der SED und bekleidete diese Funktion 22 Jahre lang bis zu seiner Ablösung durch Karl Seidel 1981. In dieser Funktion war er kraft Amtes Mitglied des Kollegiums des Ministeriums für Gesundheitswesen.
Während dieser Zeit erfolgte am 24. Juni 1960 seine Promotion zum Dr. jur. an der Karl-Marx-Universität Leipzig mit einer Dissertation zum Thema Das Wesen, die Entwicklung und die gegenwärtigen Hauptaufgaben der staatlichen Leitung von Wissenschaft und Hochschulwesen in der Deutschen Demokratischen Republik. 1963 wurde er erstmals mit dem Vaterländischen Verdienstorden ausgezeichnet.
Nachdem er auf dem VII. Parteitag der SED vom 17. bis 22. April 1967 zum Kandidaten des ZK gewählt wurde, erfolgte auf dem IX. Parteitag der SED vom 18. bis 22. Mai 1976 seine Wahl zum Mitglied des ZK, dem er bis zum XI. Parteitag der SED vom 17. bis 21. April 1986 angehörte. Zwischenzeitlich wurde er 1974 erneut mit dem Vaterländischen Verdienstorden sowie 1980 mit dem Banner der Arbeit ausgezeichnet.
1986 übernahm Hering eine Professur als Leiter des Lehrstuhls für Staatsrecht an der Akademie für Ärztliche Fortbildung der DDR in Berlin-Lichtenberg.

## Veröffentlichung
- Das Wesen, die Entwicklung und die gegenwärtigen Hauptaufgaben der staatlichen Leitung von Wissenschaft und Hochschulwesen in der Deutschen Demokratischen Republik, Dissertation Karl-Marx-Universität Leipzig, 1960